# Erundina od Matki Boskiej Szkaplerznej Colino Vega
Erundina od Matki Boskiej Szkaplerznej Colino Vega, Erundina Colino Vega de Nuestra Senora del Carmen (ur. 23 lipca 1883; zm. 24 listopada 1936) – hiszpańska Błogosławiona Kościoła katolickiego.

## Życiorys
Wstąpiła do nowicjatu w dniu 19 lutego 1915 roku. W domu Miłosierdzia w Walencji wykonywała różne posługi. Była znana ze swojej pobożności i pogody ducha. W czasie wojny domowej w Hiszpanii została zamordowana na plaży Playa del Saler w pobliżu Walencji.
Beatyfikował ją w grupie Józef Aparicio Sanz i 232 towarzyszy Jan Paweł II w dniu 11 marca 2001 roku.